# Kobler
Kobler je priimek v Sloveniji, ki ga je po podatkih Statističnega urada Republike Slovenije na dan 1. januarja 2010 uporabljalo 42 oseb.

## Znani nosilci priimka
- Aleksander Kobler (1889—po 1945?), ključavničar in politični delavec - revolucionar
- Avgust Kobler (Koblar) (1839—1916), igralec (železničar)
- Dana Kobler Golia (1891—1929), pianistka, pedagoginja
- Diana Kobler Škoberne (*1952), prevajalka
- Gorazd Kobler (1949—2022), vrhovni sodnik, mag.
- Jože Kobler, zabavnoglasbeni pevec
- Vladimir Kobler (1926—2009), dirigent